# Jean Laurent Blessig
Pour les articles homonymes, voir Blessig.
Jean Laurent Blessig ou Johann Lorenz Blessig (né à Strasbourg le 29 mars 1747 et mort le 17 février 1816 dans la même ville) est un pasteur luthérien et professeur de théologie protestante alsacien. 

## Biographie
Fils de Laurent Blessig, pêcheur à Strasbourg et de Suzanne Siegwalt, il est l'aîné de 12 enfants. Marié le 8 mai 1780 avec Suzanne Beyckert, fille d'un professeur de théologie, il n'a pas eu d'enfant.
Après sa scolarité au gymnase protestant de Strasbourg, il étudie la théologie, les langues grecque, latine et sémitiques, la philosophie et l'histoire. Il effectue avec Richard François Philippe Brunck un voyage littéraire à travers l'Allemagne et les Pays-Bas (1772-1775). En Suisse, il devient l'ami de Lavater. Il fera également deux séjours à Paris en 1779 et 1803. Il obtient les grades de Docteur en philosophie (1770), en droit (1784) et en théologie protestante (1788). Ordonné pasteur de l'Église de la Confession d'Augsbourg en 1775, il est nommé vicaire et enseigne au Gymnase et au collège Saint-Guillaume. Chargé de la paroisse luthérienne de langue française, il prononce l'éloge funèbre du Maréchal Maurice de Saxe lors de la translation de son corps en l'église Saint-Thomas, discours qui eut un grand retentissement.  Nommé prédicateur au Temple-Neuf de Strasbourg (1781), il devient professeur de théologie (1783) et de philosophie au sein de l'université luthérienne de Strasbourg. Il en sera Recteur en 1786, 1787 et 1789. Favorable à la Révolution française et à la monarchie constitutionnelle, il s'élève publiquement contre la destitution de Louis XVI, ce qui lui vaut un exil à Nancy, puis à Dorlisheim. En 1793 il est emprisonné pendant 11 mois au séminaire épiscopal de Strasbourg devenu prison. En 1795, il devient président du Convent ecclésiastique de Strasbourg et travaille au rétablissement du culte et à la réorganisation de l'Église luthérienne de Strasbourg après les persécutions de la Terreur. Après la promulgation de la loi de 1802 portant Articles organiques des cultes protestants, il devient pasteur du Temple-Neuf, président du consistoire, inspecteur ecclésiastique et enfin membre du directoire et du consistoire général de l'Église de la confession d'Augsbourg (1803/1816). À cette place il contribue activement au recrutement et à la gestion du corps pastoral, réorganise le collège Saint-Guillaume et est le promoteur d'un nouveau recueil de cantiques et d'un catéchisme. Il reprend également sa chaire de théologie à l'Académie protestante de Strasbourg, préside la conférence pastorale, la Société biblique et l'œuvre de bienfaisance pour les pauvres honteux. Toute sa vie il a également entretenu une correspondance abondante avec des personnalités de son temps, comme l'abbé Grégoire et le pasteur Oberlin.
Il est inhumé auprès de son épouse au cimetière Saint-Gall de Koenigshoffen, un faubourg de Strasbourg.

## Hommages

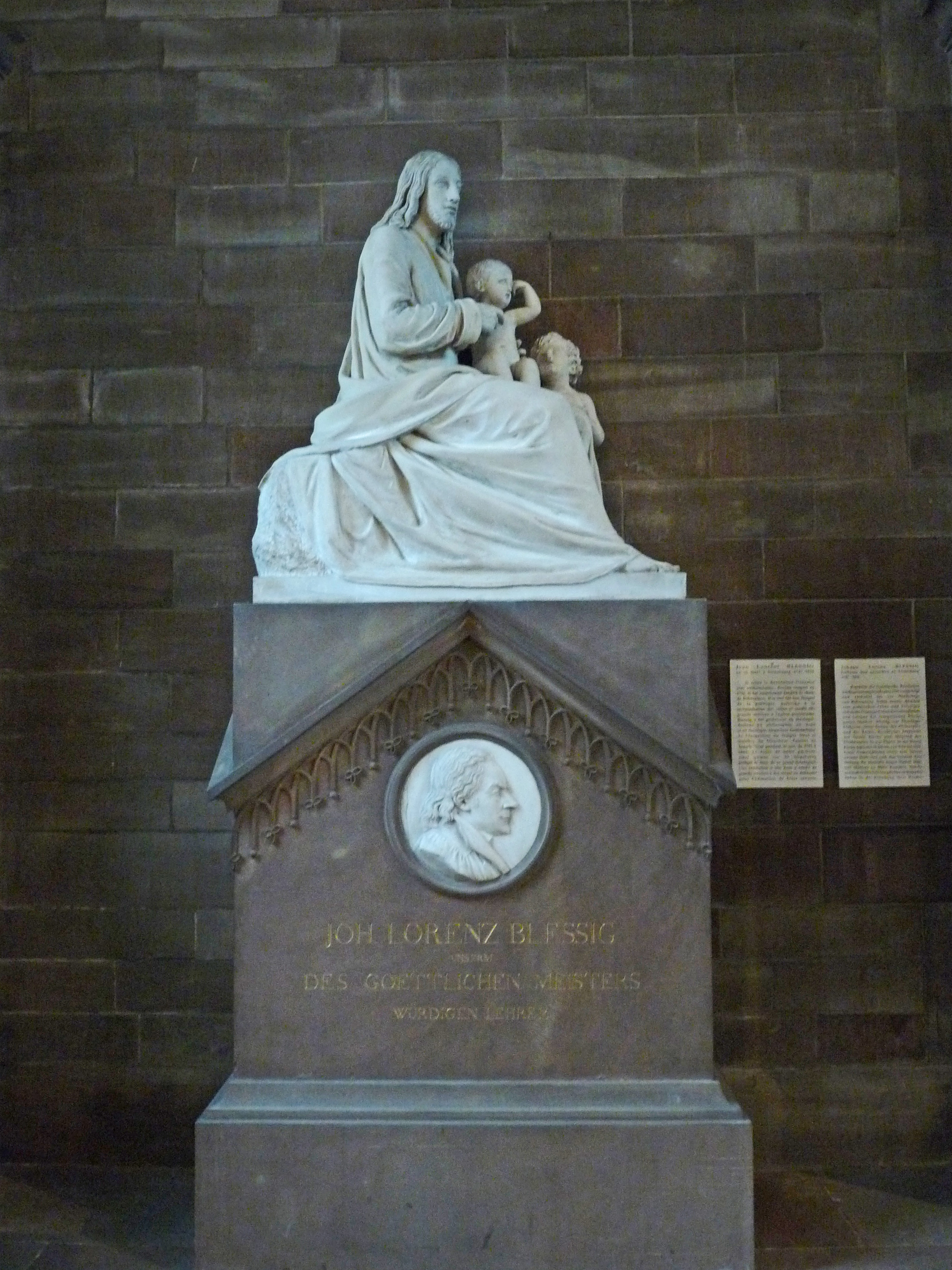
Mémorial réalisé par L. Ohmacht, Temple-Neuf, Strasbourg.

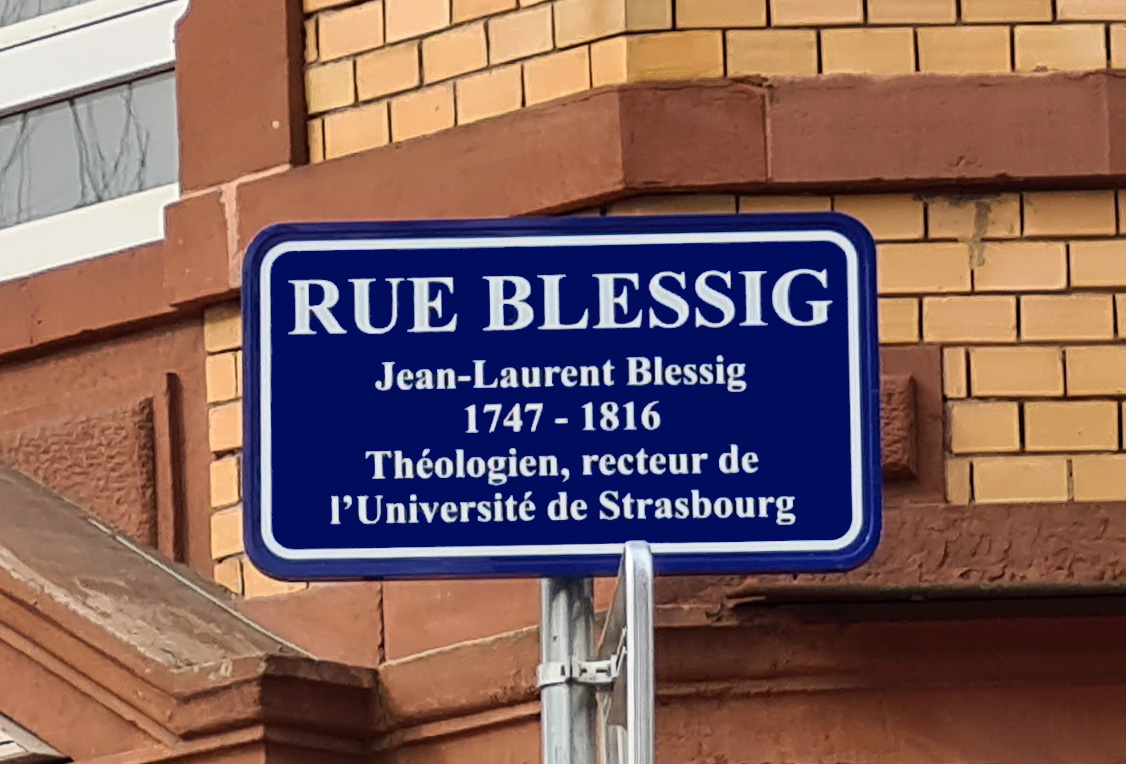
Plaque de rue.

Le Temple-Neuf abrite un monument à sa mémoire, exécuté par Landolin Ohmacht. 
Une rue de Strasbourg porte son nom.

## Œuvres
- Discours prononcé à l'occasion de la translation du corps de M. le Maréchal de Saxe dans l'église St. Thomas le 20 août 1777
- Leçons de psychologie pratique (1785)
- Sermons (2 vol. 1825)